# Kougarok

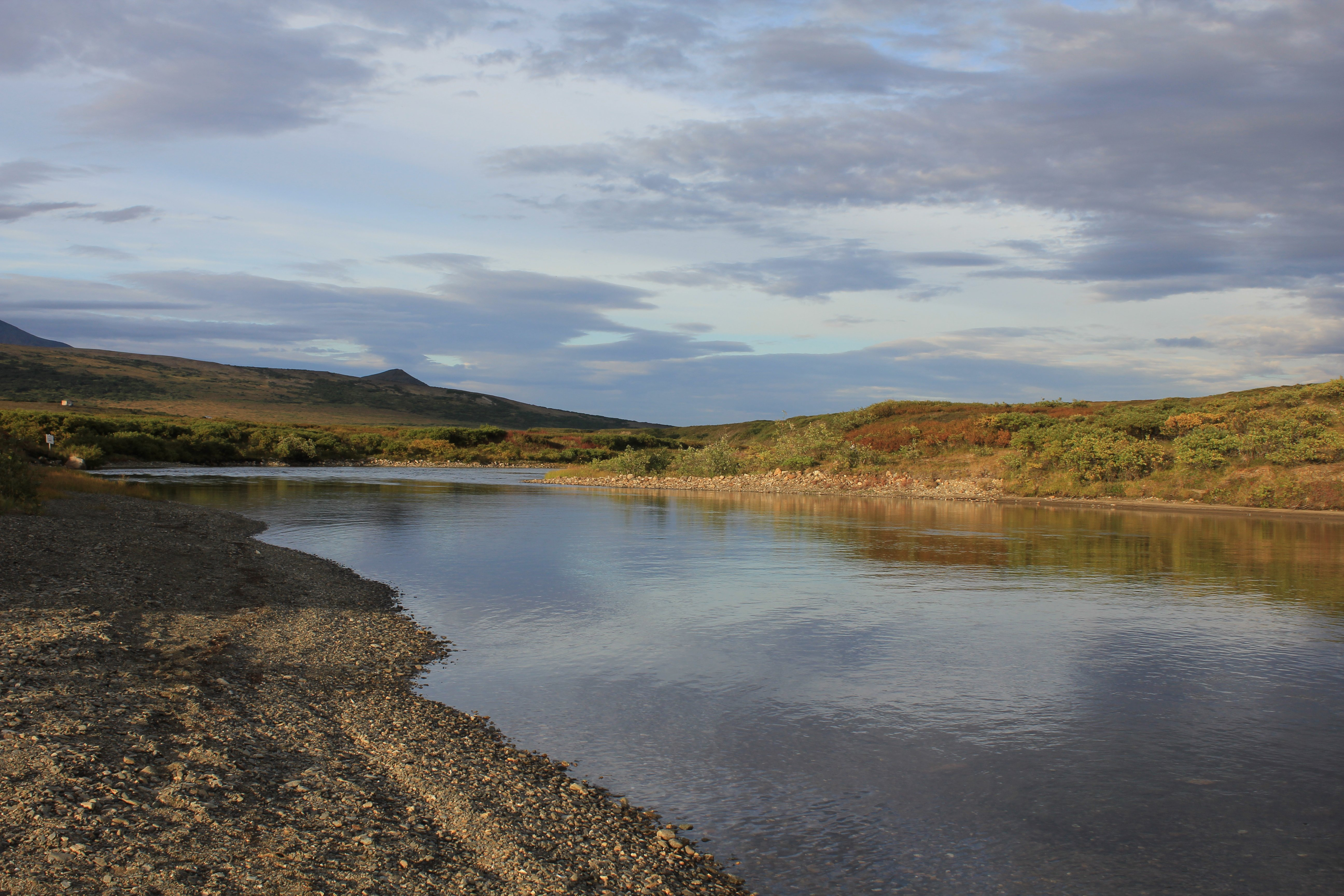
La rivière Kougarok.

La rivière Kougarok est un cours d'eau d'Alaska, aux États-Unis situé dans la région de recensement de Nome. C'est un affluent de la rivière Kuzitrin.

## Description
Longue de 45 milles (72 km), elle est formée par le confluent des rivières Macklin et Washington, et coule en direction du sud vers la rivière Kuzitrin à 47 milles (76 km) au sud-ouest du lac Imuruk.
Son nom eskimo a été référencé sur une carte des gisements d'or du cap Nome en 1901.

## Sources
- (en) « Kougarok », Geographic Names Information System